# Абдулрахман ел Хадад
Абдулрахман ел Хадад (рођен 31. марта 1966) је пензионисани фудбалер УАЕ. Играо је као штопер за фудбалску репрезентацију УАЕ, као и за Шарџа у Шарџи.
Ел Хадад је играо за УАЕ на светском првенству у фудбалу 1990. године. Ел Хадад је био члан репрезентације УАЕ која је наступала на Светском првенству 1990. године у Италији, што је био први и историјски наступ земље на светском шампионату. Током каријере, био је познат по својој снажној игри у одбрани, као и по способности да чита игру и организује последњу линију тима. Са 19 утакмица и једним голом за национални тим, оставио је запажен траг на међународној сцени.
Поред учешћа на Светском првенству, Ел Хадад је такође представљао своју земљу на другим међународним такмичењима, укључујући Куп конфедерација 1997., где је УАЕ наступио као домаћин Купа Азије 1996, што је допринело учешћу у овом престижном турниру. Његов допринос развоју фудбала у земљи остаје значајан, посебно у периодима када је репрезентација бележила прве велике успехе на међународној сцени.